# Кулик-сорока чатемський
Кулик-сорока чатемський (Haematopus chathamensis) — вид сивкоподібних птахів родини куликосорокових (Haematopodidae).

## Поширення
Ендемік Чатемських островів, що розташовані приблизно за 800 км на схід від Нової Зеландії. За переписом 2014 року, чисельність популяції виду склала 110—120 гніздових пар та близько 300—320 птахів.

## Опис
Тіло завдовжки до 48 см, розмах крил до 80 см. Голова, шия, спина та груди чорного кольору, нижня частина тіла біла. Довгий міцний дзьоб червоного кольору. Короткі і товсті ніжки рожевого кольору. Навколо очей є помаранчеве кільце.

## Спосіб життя
Птах живе на морському скелястому узбережжі або піщаних пляжах. Живиться молюсками, крабами та іншими безхребетними. Сезон розмноження триває з жовтня по березень. Самиця вперше починає гніздитися у віці трьох років. Гніздо будується на піщаному та скелястому узбережжі, подалі від водної межі. Кладка складається з двох-трьох яєць.